# Легенда Пьяве
«Легенда Пьяве» (итал. La leggenda del Piave) — итальянский фильм-драма 1952 года, поставленный режиссёром Риккардо Фреда.

## Сюжет
Действия происходят в октябре 1917 года в регион Пьяве. Италия воюет уже два года. Графиня Джованна везет больного ребёнка на консультацию в Верону. Там, и, в противоположность тому, во что она верила, её муж, граф Дольфин, предстает перед ней человеком предательским и жадным. После откровенного объяснения она покидает его. Вылечив сына, она пытается добраться до его замка. Увы, во время бомбежки она разлучена с ребёнком. В конце концов она нашла его в повозке неподалеку от железнодорожного переезда… Расстроенный граф Дольфин резко меняет свое отношение. Теперь он ведет себя как герой на поле боя. Графиня, к сожалению, ничего об этом не знает и требует развода у своего адвоката…

## В ролях
- Джанна Мария Канале — графиня Джованна Дольфин
- Карло Джустини — граф Риккардо Дольфин
- Ренато Бальдини — капеллан Дон Карло